# Magnum (cartucho)

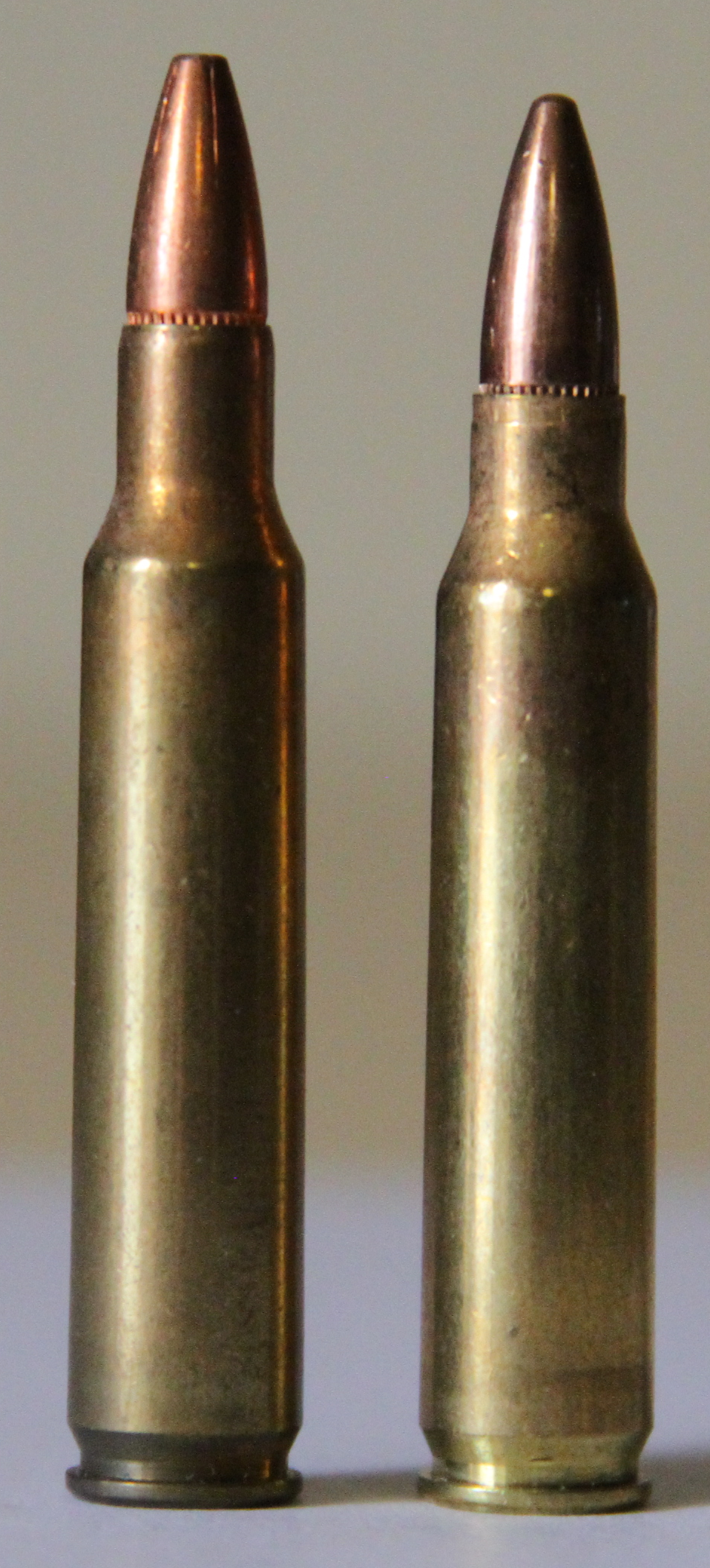
remmagnumand223

Un cartucho metálico "Magnum" es un cartucho para armas de fuego que deriva de un cartucho similar, pero al que se le ha aumentado la capacidad de carga de pólvora y/o presión, modificando el casquillo o usando un casquillo base de mayor capacidad. Un arma magnum es cualquiera que utilice un cartucho de este tipo. El término ha sido acuñado más por cuestiones comerciales que técnicas, existiendo tanto cartuchos metálicos que llevan el nombre "magnum" como otros que no pero que generan velocidades más altas con proyectiles de pesos similares a otros cartuchos que disparan balas del mismo calibre.  
Sin embargo, cualquier cartucho metálico con el sufijo Magnum ofrecerá más velocidades mayores y trayectorias más planas que las alternativas convencionales en el mismo calibre.

## Historia

### Pólvora de Combustión Lenta
En 1884 Paul Vieille inventó una la pólvora de combustión lenta llamada "Poudre B" (abreviatura para pólvora blanca), compuesta de 68.2% de nitrocelulosa insoluble y 29.8% de nitrocelulosa soluble gelatinizada con éter y 2% de parafina, la cual fue utilizada en cartuchos 8x50mm Lebel a dispararse en el fusil que lleva el mismo nombre. Además de las ventajas en cuestiones de seguridad que ofrecía la nueva mezcla sobre la pólvora negra, la cual no deflagraba a menos que fuese comprimida, también generaba un incremento de 1000 pies por segundo con respecto a la misma carga con la pólvora negra, resultando en una trayectoria más plana y por ende mayor alcance. 

### Cartuchos "Express"
En 1889, se empezó a utilizar la cordita en Gran Bretaña, la cual en vez de generar una detonación supersónica, deflagraba subsónicamente. La cordita fue inicialmente usada para cargar el .303 British del ejército británico, y que pronto fue usado para cargar los cartuchos de caza mayor utilizados para cazar animales peligrosos en África y Asia. El primero en ser cargado con cordita fue el .450 Nitro Express, siguiendo la tendencia muchos otros cartuchos metálicos ingleses de calibre grande.  

### Coeficiente Balístico
En 1888, el ejército Alemán hizo una modificación a su cartucho 7,92x57mm Mauser  creando la variante 7,92X57mm IS, designando la letra "S" el uso de proyectiles Spitzer, los cuales ofrecen un mayor coeficiente balístico resultando en una trayectoria más plana y mayor eficiencia en el uso de propelentes. 

### Los Belted Magnum
Sin embargo, el término "Magnum" es utilizado por primera vez en 1912, cuando la firma Holland & Holland lanza al mercado el .375 Holland & Holland Magnum el cual contaba con un casquillo diseñado para ser usado en los mecanismos de cerrojo Mauser largos. El casquillo cuenta con un cinturón en la base, desarrollado inicialmente para controlar el Headspace. Posteriormente lanzó al mercado el .300 Holland & Holland Magnum, el cual es el primer cartucho "Magnum" en calibre .30. Estos casquillos, conocidos como los belted magnum, son la base del diseño de la mayoría de cartuchos metálicos "Magnum" desarrollados desde el 1912, siendo el último "belted magnum" en haber sido introducido al mercado, el 6.5-300 Weatherby Magnum, en el año 2016.

### Weatherby Magnum
Si bien la firma Holland & Holland acuñó el sufijo "Magnum", es en Estados Unidos, que estos cartuchos logran se popularizan. A inicios de los años cuatenta, Roy Weatherby, desarrolla su familia de cartuchos Weatherby Magnum, los cuales eran desarrollados a partir de los casquillos "belted magnum" del .375 H&H Magnum y del .300 H&H Magnum, a los cuales se les ajustaba u holgaba el cuello para alojar proyectiles de diferentes calibres y se les daba un hombro más pronunciado, que permitiese aprovechar al máximo la capacidad de carga de pólvora del casquillo. Entre los primeros calibres desarrollados por Weatherby se encuentran el .7mm Weatherby Magnum, el .300 Weatherby Magnum y el .257 Weatherby Magnum, los  cuales siguen siendo populares hasta hoy. Sin embargo, el costo de la munición y de los rifles Weatherby limitaban su uso a un grupo reducido de aficionados. 

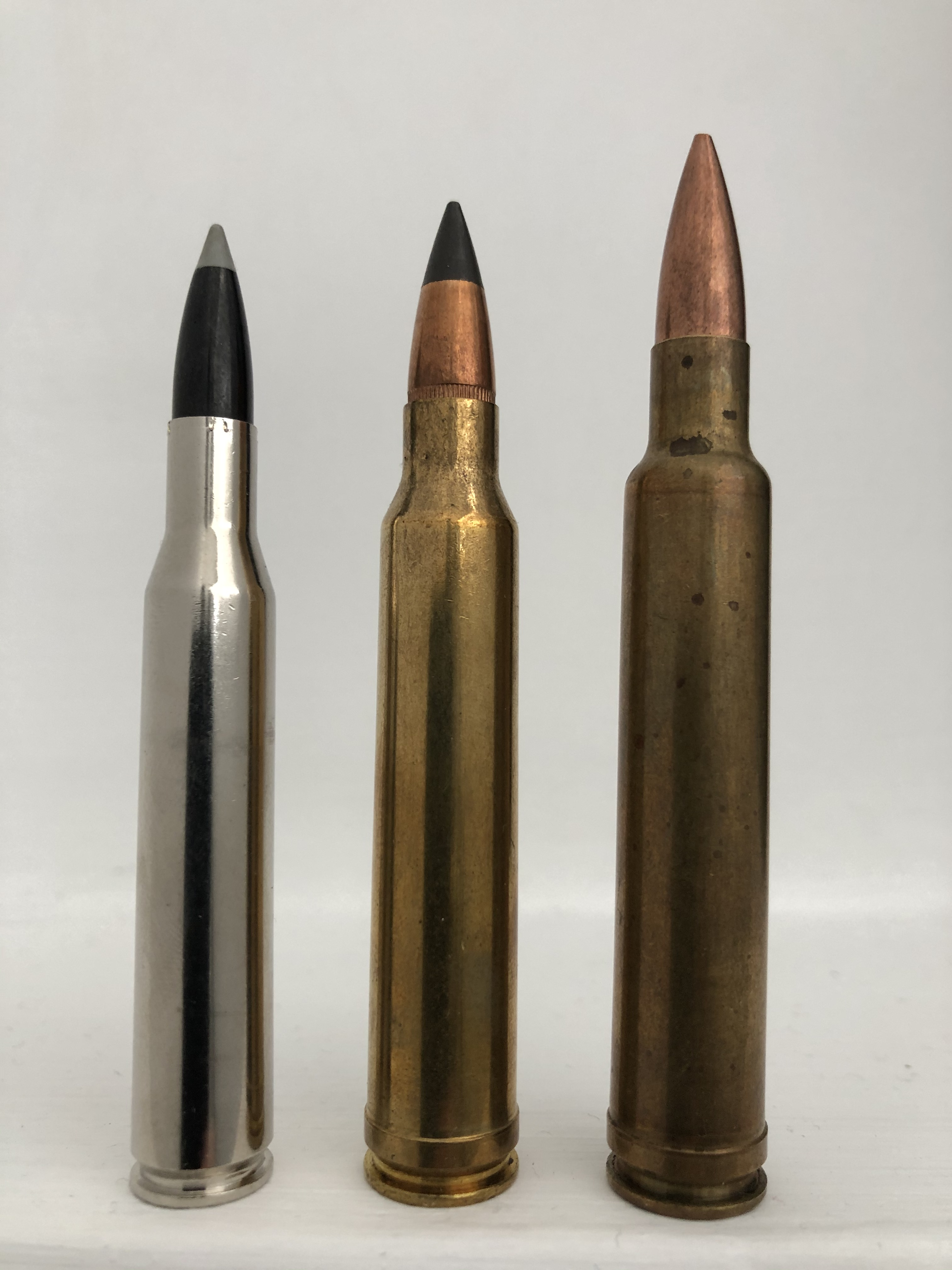
De izquierda a derecha: .270 Winchester, .300 Winchester Magnum, .300 Weatherby Magnum. El cartucho metálico de la izquierda no lleva el sufijo Magnum, pero genera velocidades cercanas a la de un cartucho Magnum. Nótese el cinturón en la base del casquillo de los cartuchos "belted magnum" del centro y de la derecha.

### Popularidad
Es a mediados de los años cincuenta que las variantes Magnum alcanzan su máxima popularidad con el desarrollo de la familia de cartuchos Winchester Magnum y del 7mm Remington Magnum, los cuales se empezaron a producir en rifles de producción de Winchester Repeating Arms Company y Remington Arms a menores costos de producción, los cuales siguen siendo populares hasta la fecha. Actualmente el cartucho metálico comercial más popular del mundo es el .300 Winchester Magnum.

### Winchester Magnum
Winchester Repeating Arms es la primera empresa que lanza al mercado su línea de cartuchos "Magnum" para ser usados en sus rifles Winchester Modelo 70 a un precio más asequible, en calibres .458 Winchester Magnum, .338 Winchester Magnum y .264 Winchester Magnum. Más adelante se lanza el .300 Winchester Magnum. Una particularidad de estos cartuchos es que pueden ser usados en rifles con cerrojos de longitud estándar de la categoría del .30-06 Springfield.   
Winchester Short Magnum
A inicios del siglo 21, Winchester desarrolla una nueva familia de cartuchos “Short Magnum”, incluyendo al .270 Winchester Short Magnum, 300 Winchester Shot Magnum y 338 Winchester Short Magnum, buscando replicar la balística de sus cartuchos “Winchester Magnum” pero reduciendo la longitud total del cartucho para que este pueda ser utilizado en un cajón de mecanismos corto, similar al de los cartuchos de la familia del .308 Winchester.    

### Remington Magnum
Es en 1962, con la introducción del rifle Remington 700, que Remington lanza al mercado su primer calibre "Magnum"; el 7mm Remington Magnum, el cual recibió tal aceptación por parte de cazadores deportivos, que eclipsó al entonces nuevo .264 Winchester Magnum, obligando a Winchester a desarrollar una alternativa que compita con este cartucho, el .300 Win Mag. En años sucesivos, Remington lanza el .222 Remington Magnum, 6.5 mm Remington Magnum, el 8mm Remington Magnum, el 350 Remington Magnum y el .416 Remington Magnum.

### Beltless Magnum
Sin embargo, no todos los cartuchos metálicos de fuego central que llevan el sufijo "magnum" cuentan con el cinturón. A inicios del siglo 2020 Winchester Repeating Arms Company lanzó al mercado su familia de cartuchos "Winchester Short Magnum" y Remington Arms su familia de cartuchos "Ultra Magnum" ya existiendo otros cartuchos que replicaban la performance de los cartuchos magnum, sin contar con un cinturón, tales como la familia de calibres de Lazzeroni.

## Fuego Anular y Armas cortas
- .17 Hornady Magnum Rimfire
- .22 Winchester Magnum
- .32 H&R Magnum
- .327 Federal Magnum
- .357 Magnum
- .41 Remington Magnum
- .44 Magnum
- .460 S&W Magnum
- .475 Wildey Magnum
- .500 S&W Magnum

## Fusiles
- .222 Remington Magnum
- .223 Winchester Super Short Magnum
- .244 Holland & Holland Magnum
- .240 Weatherby Magnum
- .243 Winchester Super Short Magnum
- .25 Winchester Super Short Magnum
- .257 Weatherby Magnum
- 6.5-300 Weatherby Magnum
- .264 Winchester Magnum
- .270 Winchester Short Magnum
- .270 Weatherby Magnum
- .275 Holland & Holland Magnum
- 7mm Remington Magnum
- 7mm Remington Ultra Magnum
- 7mm Remington Short Action Ultra Magnum
- 7mm Mashburn Super Magnum
- 7mm Weatherby Magnum
- 7mm Shooting Times Westerner
- .300 Holland & Holland Magnum
- .300 Remington Ultra Magnum
- .300 Remington Short Action Ultra Magnum
- .300 Ruger Compact Magnum
- .300 Weatherby Magnum
- .300 Winchester Magnum
- .300 Winchester Short Magnum
- .30-378 Weatherby Magnum
- .300 Norma Magnum
- .308 Norma Magnum
- 8mm Remington Magnum
- .323 8x68 s Magnum
- .325 Winchester Short Magnum
- .338 Lapua Magnum
- .338 Remington Ultra Magnum
- .338 Ruger Compact Magnum
- .338 Winchester Magnum
- .340 Weatherby Magnum
- .358 Norma Magnum
- .375 Holland & Holland Magnum
- .375 Weatherby Magnum
- .378 Weatherby Magnum
- .416 Remington Magnum
- .460 Weatherby Magnum
- .458 Winchester Magnum